# 3. Armee (Türkei)
Die 3. Armee (türkisch 3. Ordu) ist die größte der insgesamt vier Armeen der Landstreitkräfte (Kara Kuvvetleri) der Türkischen Streitkräfte.
Die 3. Armee hat ihr Hauptquartier in Erzincan. Zu ihrem Aufgabengebiet gehört der Schutz der Landesgrenzen zu Armenien und Georgien. Die 3. Armee ist für das alljährlich stattfindende Sarıkamış-Manöver zuständig.

## Gliederung
- VIII. Korps (Elazığ)
  - 1. MechInfanteriebrigade (Doğubeyazıt)
  - 4. Kommandobrigade (Tunceli)
  - 10. MotInfanteriebrigade (Tatvan)
  - 12. MechInfanteriebrigade (Ağrı)
  - 17. MotInfanteriebrigade (Kiğı)
  - 34. MotInfanteriebrigade (Patnos)
  - 49. MotInfanteriebrigade (Bingöl)
  - 51. MotInfanteriebrigade (Hozat)
  - 108. Artillerieregiment (Erciş)
- IX. Korps (Erzurum)
  - 4. Panzerbrigade (Palandöken)
  - 9. MotInfanteriebrigade (Sarıkamış)
  - 14. MechInfanteriebrigade (Kars)
  - 25. MechInfanteriebrigade (Ardahan)
  - 48. MotInfanteriebrigade (Trabzon)
  - 109. Artillerieregiment (Erzurum)